# مجمع‌القوانین اورشلیم
محکمه اورشلیم (به انگلیسی: Assizes of Jerusalem)، مجموعهٔ از متون حقوقی و قانونی به زبان فرانسوی قدیم که از دربارهای پادشاهان اورشلیم و قبرس در فاصله زمانی اواخر قرن ۱۲ تا نیمه قرن ۱۳ میلادی به وجود آمده‌است. به عبارت دیگر، این اثر مشتمل بر قوانین خاص اورشلیم و قبرس است که از نیمه قرن ۱۲ میلادی در دادگاه‌های آنها اجرا می‌شدند. مجمع‌القوانین اورشلیم، شامل تعدادی آثار متنوع و مختلفی است که عبارتند از:
1. کتاب قانون ژان آویانا (جان ابلین)[الف]
2. کتاب قانون جفری لی تور[ب]
3. کتاب قانون جیمز ابلین[پ]
4. کتاب قانون فیلیپ ناوارایی[ت]

همچنین شامل متون دیگری همچون:
1. کلید مجمع‌القوانین[ث]
2. کتاب قانون شفاهی[ج]
3. کتاب قانون اقام دعوا[چ]
4. کتاب قانون[ح]
5. مجمع‌القوانین محکمه تجار اورشلیم[خ]

همه این نوشته‌ها، آثاری مستقل اما بدون هیچ مؤلف و پدیدآورنده مشخص هستند که به‌تدریج به صورت یک مجموعه و با نام مجمع‌القوانین اورشلیم درآمدند. بنابر نظر موریس گرند کلود ــ از محققان فرانسوی معاصر که در زمینه متون و منابع حقوقی و قوانین اساسی صلیبیون پژوهش کرده‌است ــ عنوان مزبور گمرا کننده است؛ زیرا تنها بر پیدایش یک مجموعه از قوانین دلالت دارد. بر اساس گزارش‌ها، شماری از قوانین در زمان حکومت گادفری بوین ثبت شده‌اند، همچنان که جان ابلینی نیز در کتاب قانون خویش، این موضوع را خاطر نشان کرده‌است.
در واقع نخستین قوانین به‌طور حتم در زمان، جانشینان گادفری تألیف و گردآوری شده بودند. قوانین مزبور تصویر دولت صلیبی را ترسیم می‌کنند که زمان اسکان مهاجران لاتین در شرق و از حدود سال ۱۱۰۰ میلادی به بعد ایجاد گردید و به صورت فئودالیزم محض اداره می‌شد و قوانین فئودالی در آن اعمال و اجرا می‌گردید. به احتمال زیاد آنها در طول سال‌ها بر روی دفترهایی از کاغذهای پوستی نگاشته شده و در کلیسای ضریح به امانت گذاشته شده‌اند. گفتنی است که این مجموعه قونین پس از نبرد حطین در سال ۱۱۸۷ از بین رفت.
حدود ۳۰ نسخه خطی نسبتاً کامل از این اثر موجود است که تاریخ تدوین برخی زودتر و برخی دیرتر بوده و در کتابخانه‌های مختلف پراکنده شده‌اند. آیت متون حقوقی بسیار اهمیت دارند زیرا الهام‌بخش تألیف قوانین دیگر در سرزمین‌های انطاکیه، کلیکیه و یونان شدند. همچنین همزمان به زبان‌های یونانی و ایتالیایی ترجمه شده بودند. همچنین مجمع‌القوانین شاهد مهمی از قوانین و آداب و رسوم سرزمین‌های آن سوی دریا و منبع اطلاعات گران‌بهایی از عملکرد نهادها و سازمان‌ها در حکومت شرق لاتین است.